# Star Wars Outlaws
Star Wars Outlaws je akční adventura vyvinutá studiem Massive Entertainment, kterou vydala společnost Ubisoft pod licencí společnosti Lucasfilm Games. Odehrává se ve světě Star Wars v období mezi filmy Impérium vrací úder a Návrat Jediů. Hra vyšla 30. srpna 2024 pro Windows, PlayStation 5 a Xbox Series X/S.

## Hratelnost
Star Wars Outlaws je akční adventura pro jednoho hráče z pohledu třetí osoby zasazená do světa Star Wars. Odehrává se v otevřeném světě a obsahuje otevřené a stealth souboje, vesmírné souboje a rozvětvené dialogy. Děj je zasazen mezi událostmi z filmů Impérium vrací úder a Návrat Jediů. Hráči se ujmou kontroly nad psankyní Kay Vess (ztvárněnou Humberly Gonzálezovou) a jejím společníkem Nixem (ztvárněným Dee Bradley Bakerem), kteří se „pokusí o jednu z největších loupeží, jakou kdy Vnější okraj viděl“.

## Vývoj
Dne 13. ledna 2021 Ubisoft oznámil, že studio Massive Entertainment vyvíjí hru ze série Star Wars, která bude zaměřena především na příběh a otevřený svět. Studio Massive Entertainment začalo nabírat další členy do svého vývojářského týmu, částečně kvůli tomu, že současně s hrou Star Wars Outlaws vyvíjelo hru Avatar: Frontiers of Pandora.
První trailer byl odhalen během Xbox Games Showcase v červnu 2023. Následující den bylo na události Ubisoft Forward odhaleno deset minut záběrů ze hry. Hra měla vyjít v roce 2024 pro PlayStation 5, Windows a Xbox Series X/S. Hra využívá herní engine Snowdrop.
Julian Gerighty uvedl, že časové období mezi Impériem vrací úder a Návratem Jediů bylo vybráno proto, že jeho kolegové „jsou všichni velkými fanoušky původní trilogie“.